# Peter Schreyer
Peter Schreyer (1953) es un diseñador de coches alemán. Además de haber trabajado como jefe de diseño para Hyundai y Kia, se le reconoce especialmente por su contribución al Audi TT.
Schreyer trabajó para Audi desde 1980 hasta 1993, pasando a Volkswagen. Posteriormente, ha sido jefe de diseño de Kia desde 2006, cargo que compagina con el de Hyundai desde el 28 de diciembre de 2012.